# Allochroa succinea
Allochroa succinea is een slakkensoort uit de familie van de Ellobiidae. De wetenschappelijke naam van de soort is voor het eerst geldig gepubliceerd in 2010 door Perugia.